# Siniestro Total II: el regreso
Siniestro Total II: el regreso es el segundo álbum de estudio del grupo español Siniestro Total, grabado en octubre de 1983 y publicado por DRO en noviembre de ese mismo año. En 2002 se lanzó una edición remasterizada con 6 temas extra.

## Lista de canciones

### Temas de la primera edición
1. «Al que eyacula Dios le ayuda (1ª parte)» (motete) - 0:34
2. «Más vale ser punkie que maricón de playas» (madison) - 1:50
3. «Superavit» (dutch walk) - 2:00
4. «Encuentros en la tercera edad» (slow rock) - 2:27
5. «Sexo chungo II (el regreso)» (canción) - 1:53
6. «Oye, nena, yo soy un artista» (balada) - 1:44
7. «Trabajar para el enemigo» (himno) - 2:01
8. «Naturaleza» (canción bucólica) - 1:00
9. «La caca de colores» (swing) - 2:11
10. «Non credo en el amore» (allegro cantabile) - 0:56
11. «Opera tu fimosis (Do the mutilation)» (rock and roll) - 2:31
12. «Al que eyacula Dios le ayuda (2ª parte)» (motete) - 1:20
13. «El sudaca nos ataca» (milonga fox) - 2:12
14. «Con ellas yo soy feliz» (hully gully) - 1:27
15. «Los malos al infierno» (boogaloo) - 1:32
16. «(I left my heart in) El Palmar de Troya» (tonadilla) - 2:53
17. «Bajo el volcán» (cake walk) - 2:00
18. «O tren» (canción gallega) - 2:01
19. «Viva Polonia» (potlatch) - 1:12
20. «No somos de Monforte» (twist) - 2:10
21. «Carol» (rock a capela) - 1:10

### Temas nuevos de la edición de 2002
- Sencillo «No somos de Monforte»:

1. 1. «No somos de Monforte» (cara A)
  2. «La luna sobre Marín» (cara B). Versión de Moon Over Marin de Dead Kennedys

- Del maxi-single «Surfin' CCCP», con Os Resentidos:

1. 1. «Voy a ver a Leonidas»
  2. «La pista búlgara»

- Cara B del sencillo «Más vale ser punki que maricón de playas»:

1. 1. «Trabajar para el enemigo»

- De la maqueta original:

1. 1. «No somos de Monforte»